# Lopholiodes robustus
Lopholiodes robustus är en kvalsterart som först beskrevs av Hunt och Lee 1995.  Lopholiodes robustus ingår i släktet Lopholiodes och familjen Pheroliodidae. Inga underarter finns listade i Catalogue of Life.